# بين السما والأرض (مسلسل)
بين السما والأرض مسلسل تلفزيوني مصري عُرض في شهر رمضان لعام 2021، من بطولة هاني سلامة ودرة، المسلسل مأخوذ عن رواية «بين السماء والأرض» للأديب العالمي نجيب محفوظ وسيناريو وحوار إسلام حافظ ومن إخراج محمد جمال العدل.
وقد سبق تقديم الرواية من قبل في فيلم بين السما والأرض والذي عرض عام 1959، من بطولة هند رستم وعبد السلام النابلسي وعبد المنعم إبراهيم ومحمود المليجي ومن إخراج صلاح أبو سيف.

## قصة المسلسل
يتعطل المصعد الكهربائي لأحد العقارات بالقاهرة، وبداخله مجموعة من الأشخاص، الذين يتقابلون لأول مرة، تقع بينهم مفارقات حيث لكل شخص قصة وحكاية مختلفة.

## طاقم العمل
- هاني سلامة
- درة
- يسرا اللوزي
- سوسن بدر
- أحمد بدير
- محمد لطفي
- ندى موسى
- نجلاء بدر
- نورهان
- محمد ثروت
- محمود الليثي
- أحمد السلكاوي
- مصطفى درويش
- ندى أكرم
- جيهان الشماشرجي

## التصوير
تم تصوير بعض أجزاء المسلسل في القاهرة

## وصلات خارجية
- بين السما والأرض على موقع قاعدة بيانات الأفلام العربية